# アマンダ・ショー
『アマンダ・ショー』（原題: The Amanda Show）は1999年10月16日から2002年9月21日にニコロデオンで放映されたアメリカ合衆国の番組。

## エピソード
- シーズン1: 全13エピソード、1999年10月16日 - 2000年2月19日
- シーズン2: 全17エピソード、2000年7月15日 - 2001年4月7日
- シーズン3: 全10エピソード、2002年1月19日 - 2002年9月21日

## キャスト
- アマンダ・バインズ(1999年 - 2002年)
- ドレイク・ベル(1999年-2002年)
- ナンシー・サリバン(1999年-2002年)
- ラクエル・リー(1999年-2000年)
- ジョン・カーサー(1999年-2000年)
- ジョシュ・ペック(2000年-2002年)
- ダン・シュナイダー - ミスター・オールドマン

## コント
- ペネロペ
  - アマンダの大ファンでいつもしつこくアマンダを追いかけている。
- レッスルバーグ家
  - プロレス一家でありいつものように戦っている。
- トゥルーディー裁判官
  - いつも子供をひいきする裁判官。彼女自身も子供である。
- 電話
  - いたずら電話をする少女とその被害にあう老人。
- CMパロディ
- ハンバーガーショップ
- 農家の兄妹
- 無茶振り
- おやすみラルフ
- クレイアニメ
- クラッツ
  - 4人家族。「問題な～し～」が口癖。
- シンシア
  - 見た目は上品そうだが実は下品な姫。
- マザー・カフースによる朗読の時間
- ガレージからお届け
  - ドレイクのコント。
- レンタルビデオショップ
- 女子トイレ